# Urgeschichte Asiens

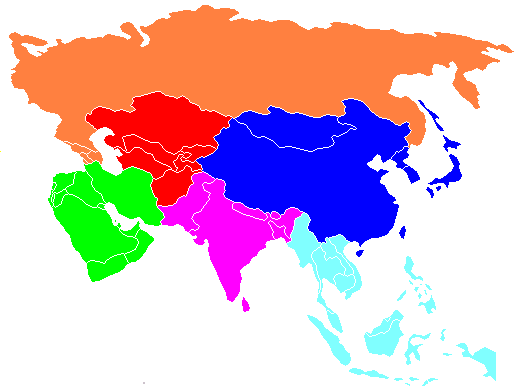
Karte von Asien
Nordasien/ Eurasien
Zentralasien
Ostasien
Naher Osten/ Mittlerer Osten
Südasien
Südostasien

Die Urgeschichte Asiens bezeichnet die Ereignisse und Prozesse in Asien während der Zeit der menschlichen Existenz vor der Erfindung von Schriftsystemen oder vor aufgezeichneter Geschichte. Zu Asien gerechnet werden Teile der eurasischen Landmasse, die gegenwärtig oder traditionell als der asiatische Kontinent betrachtet werden. Der Kontinent wird allgemein als die Region östlich des Uralgebirges, des Kaukasusgebirges, des Kaspischen und des Schwarzen Meeres beschrieben, die durch den Pazifischen, den Indischen und den Arktischen Ozean begrenzt wird. Dieser Artikel gibt einen Überblick über die vielen Regionen Asiens in urgeschichtlicher Zeit.

## Herkunft asiatischer Menschenaffen

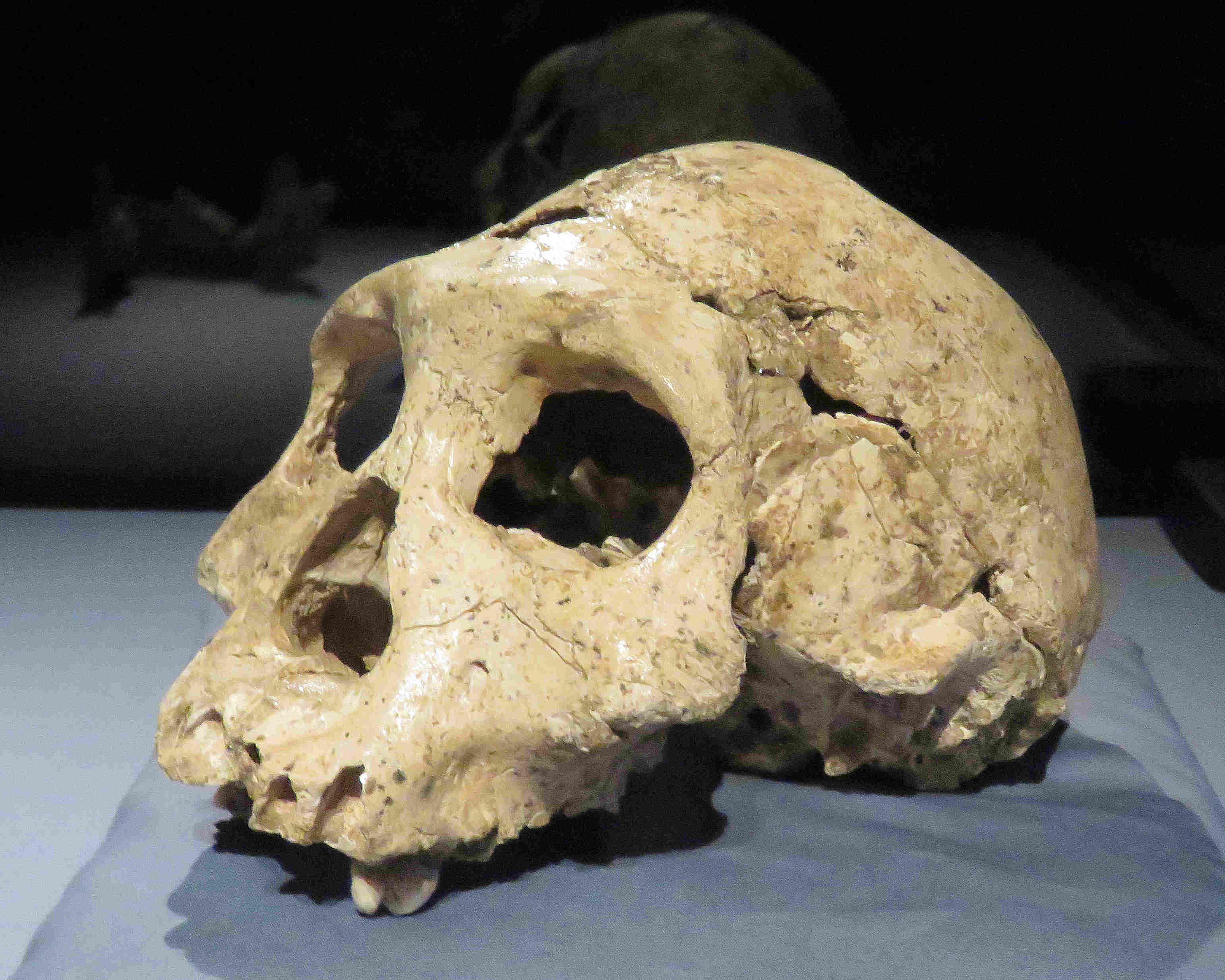
Dieser Schädel des Homo erectus georgicus aus Dmanissi im heutigen Georgien (Kaukasus) ist der früheste Beweis für die Existenz früher Menschen außerhalb des afrikanischen Kontinents.

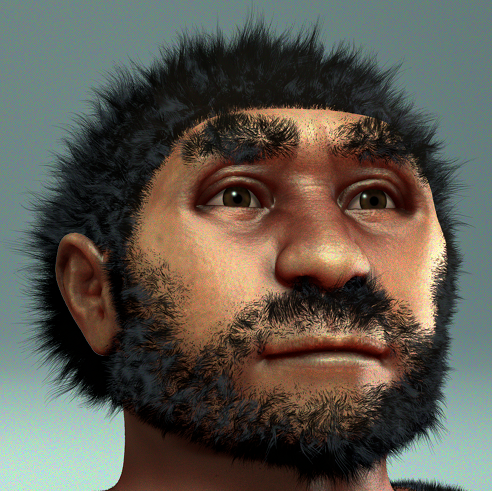
Illustration, wie der Peking-Mensch ausgesehen haben könnte.

### Frühe Menschen
Vor etwa 1,8 Millionen Jahren verließ der Homo erectus den afrikanischen Kontinent. Es wird angenommen, dass diese Art, deren Name „aufrechter Mensch“ bedeutet, vor 1,8 Millionen bis 40.000 Jahren in Ost- und Südostasien gelebt hat. Ihre regionale Unterscheidung wird als Homo erectus sensu stricto klassifiziert. Die Weibchen wogen im Durchschnitt 52 Kilogramm (115 lb) und waren im Durchschnitt 1,5 Meter (4,9 ft) groß. Die Männchen wogen durchschnittlich 58 Kilogramm (128 lb) und waren im Durchschnitt 1,7 Meter (5,6 ft) groß. Es wird angenommen, dass sie sich vegetarisch ernährten und etwas Fleisch zu sich nahmen. Sie hatten im Vergleich zum späteren Homo sapiens kleinere Gehirne und benutzten einfache Werkzeuge.
Die frühesten menschlichen Fossilien, die außerhalb Afrikas gefunden wurden, sind Schädel und Unterkiefer des asiatischen Homo erectus aus Dmanissi (der heutigen Republik Georgien) im Kaukasus, einem Landkorridor, der von Afrika und dem Nahen oder Mittleren Osten nach Nordasien führt. Sie sind ungefähr 1,8 Ma (Megaannum, oder Millionen Jahre) alt. Archäologen haben diese Fossilien Homo erectus georgicus genannt. Es gab auch einige Überreste, die dem Homo ergaster ähnlich sahen, was bedeuten könnte, dass zu dieser Zeit im Kaukasus mehrere Arten lebten. Zu den Tierknochen, die in der Nähe der menschlichen Überreste gefunden wurden, gehörten Kurzhalsgiraffen, Strauße, alte Nashörner aus Afrika und Säbelzahntiger und Wölfe aus Eurasien. Zu den Werkzeugen, die bei den menschlichen Fossilien gefunden wurden, gehören einfache Steinwerkzeuge, wie sie in Afrika verwendet wurden: ein Abschlag, ein Kern und ein Chopper.
Die ältesten südostasiatischen Homo-Fossilien, bekannt als der Homo erectus Java-Mensch, wurden zwischen Schichten vulkanischer Trümmer auf Java, Indonesien, gefunden. Fossilien, die 40 Homo erectus-Individuen repräsentieren, die als Peking-Mensch bekannt sind und etwa 400.000 Jahre alt sind, wurden in der Nähe von Peking bei Zhoukoudian gefunden. Es wurde angenommen, dass die Art mindestens mehrere hunderttausend Jahre in China und möglicherweise bis vor 200.000 Jahren in Indonesien gelebt hat. Möglicherweise waren sie die ersten, die Feuer benutzten und Nahrung kochten.
Auf Java wurden Schädel des Homo erectus gefunden, die etwa 300.000 Jahre alt sind. In Zentralchina wurde ein Schädel gefunden, der den Überresten des Homo heidelbergensis ähnelt, der in Europa und Afrika gefunden wurde und auf eine Zeit vor 200.000 bis 50.000 Jahren datiert wird.

### Homo sapiens
Vor 60.000 bis 100.000 Jahren kam der Homo sapiens nach Südostasien, indem er aus Afrika einwanderte, bekannt als das „Out of Africa“-Modell. Es wird angenommen, dass der Homo sapiens vor etwa 100.000 Jahren auf seinem Weg aus Afrika durch den Nahen Osten eingewandert ist. In der Nähe von Nazareth wurden in einer Höhle von Jebel Qafzeh Überreste von Skeletten, darunter ein Doppelgrab von Mutter und Kind, gefunden, die etwa 93.000 Jahre alt sind. Unter den Überresten befand sich auch ein Skelett einer anderen Spezies, bei der es sich nicht um Homo sapiens handelte; es wies eine „ausgeprägte und ungeteilte Stirngratze auf, die sich über die Augenhöhlen fortsetzt“ und andere Diskrepanzen auf.
Forscher glauben, dass der moderne Mensch, oder Homo sapiens, vor etwa 60.000 Jahren entlang des Indischen Ozeans nach Südasien wanderte, weil Menschen, die in den isoliertesten Gebieten des Indischen Ozeans leben, die ältesten nicht-afrikanischen DNA-Marker besitzen. Der Mensch wanderte ins Landesinnere Asiens ein, wahrscheinlich, indem er Herden von Bisons und Mammuts folgte, und kam vor etwa 43.000 Jahren nach Südsibirien, und einige Menschen zogen von dort nach Süden oder Osten. Vor etwa 40.000 Jahren gelangte der Homo sapiens nach Indonesien, wo auf Borneo in der Niah-Höhle ein Schädel gefunden wurde.

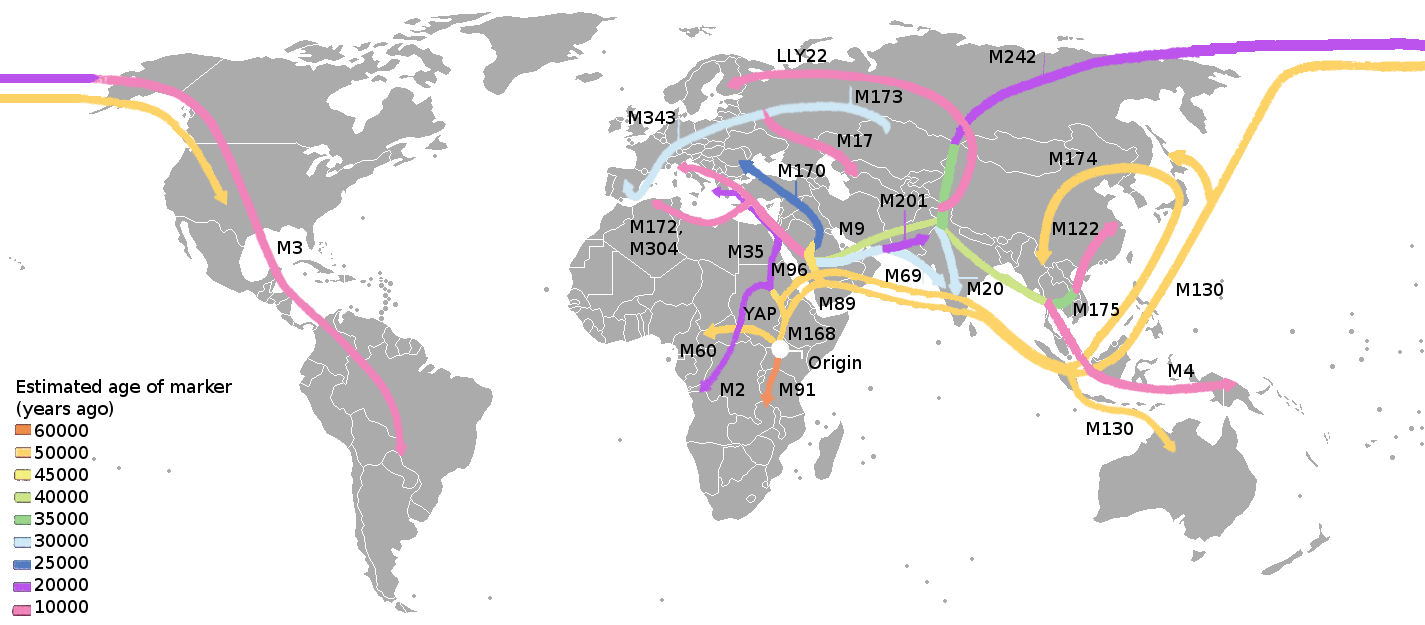
Migrationskarte des Homo sapiens, basierend auf DNS-Markern

Homo sapiens-Weibchen wogen durchschnittlich 54 Kilogramm (119 lb) und waren im Durchschnitt 1,6 Meter (5,2 ft) groß. Die Männchen wogen im Durchschnitt 65 Kilogramm (143 lb) und waren im Durchschnitt 1,7 Meter (5,6 ft) groß. Sie waren Allesfresser. Im Vergleich zu früheren Hominiden besaß der Homo sapiens ein größeres Gehirn und verwendete komplexere Werkzeuge, darunter Klingen, Ahlen und Mikrolithen aus Geweih, Knochen und Elfenbein. Sie waren die einzigen Hominiden, die Sprache entwickelten, Kleidung herstellten, Unterkünfte schufen und Nahrung zur Konservierung unterirdisch aufbewahrten. Darüber hinaus wurde Sprache geformt, Rituale geschaffen und Kunst gemacht.

## Geschriebene Sprache
| Zeitraum                | Schriftsystem               | Nachweis | Fundort                       | Region      |
| ----------------------- | --------------------------- | --- | ----------------------------- | ----------- |
| ca. 2600–2500 v. Chr.   | Sumerisch                   | Keilschrifttexte aus Šuruppak und Abū Ṣalābīḫ (Frühdynastische Zeit)                                                                            | Mesopotamien                  | Naher Osten |
| ca. 2400 v. Chr.        | Akkadisch                   | Ein paar Dutzend präsargonische Texte aus Mari und anderen Orten im nördlichen Babylonien                                                       | Syrien                        | Naher Osten |
| ca. 2400 v. Chr.        | Eblaitisch                  | Ebla-Tafeln | Syrien                        | Naher Osten |
| ca. 2300 v. Chr.        | Elamisch                    | Friedensvertrag der Awan-Dynastie mit Naram-Sin                                                                                                 | Iran / Irak                   | Naher Osten |
| 21. Jahrhundert v. Chr. | Hurritisch                  | Tempelinschrift von Tišatal in Urkeš | Mesopotamien                  | Naher Osten |
| ca. 1650 v. Chr.        | Hethitisch                  | Verschiedene Keilschrifttexte und Palastchroniken, die während der Herrschaft von Ḫattušili I. geschrieben wurden, aus den Archiven von Ḫattuša | Türkei                        | Naher Osten |
| ca. 1300 v. Chr.        | Ugaritisch                  | Tafeln aus Ugarit | Syrien                        | Naher Osten |
| ca. 1200 v. Chr.        | Altchinesisch               | Orakelknochen- und Bronzeinschriften aus der Regierungszeit von Wu Ding                                                                         | China                         | Ostasien    |
| ca. 1000 v. Chr.        | Phönizisch-punisch          | Grabinschrift auf dem Ahiram-Sarkophag | Kanaan                        | Naher Osten |
| 10. Jahrhundert v. Chr. | Aramäisch                   | |                               | Naher Osten |
| 10. Jahrhundert v. Chr. | Hebräisch                   | Gezer-Kalender | Kanaan                        | Naher Osten |
| ca. 850 v. Chr.         | Ammonitisch                 | Amman Citadel Inscription | Jordanien                     | Naher Osten |
| ca. 840 v. Chr.         | Moabitisch                  | Mescha-Stele | Jordanien                     | Naher Osten |
| ca. 800 v. Chr.         | Phrygisch                   | | Asia Minor                    | Naher Osten |
| ca. 800 v. Chr.         | Frühnordarabisch            | | Nördliche Arabische Halbinsel | Naher Osten |
| ca. 800 v. Chr.         | Altsüdarabisch              | | Südliche Arabische Halbinsel  | Naher Osten |
| ca. 600 v. Chr.         | Lydisch                     | [ 21 ] | Kleinasien                    | Naher Osten |
| ca. 600 v. Chr.         | Karisch                     | [ 21 ] | Kleinasien                    | Naher Osten |
| ca. 500 v. Chr.         | Altpersisch                 | Behistun-Inschrift | Iran                          | Naher Osten |
| ca. 500-300 v. Chr.     | Tamil                       | Höhleninschriften und Topfscherben in Tamil Nadu                                                                                                | Sri Lanka / Indien            | Südasien    |
| ca. 260 v. Chr.         | Mittel Indoarisch (Prakrit) | Aśoka-Edikte (Keramikinschriften aus Anuradhapura sind auf ca. 400 v. Chr. datiert worden.)                                                     | Indien                        | Südasien    |
| ca. 170–130 v. Chr.     | Parthisch                   | | Iran                          | Naher Osten |

## Urgeschichte nach Region

### Nordasien
Über China liegt Nordasien oder Eurasien, in dem Sibirien und der russische Ferne Osten ausgedehnte geographische Regionen sind, die seit dem siebzehnten Jahrhundert zu Russland gehören.
Am südwestlichen Rand Nordasiens liegt der Kaukasus. Es ist eine Region an der Grenze zwischen Europa und Asien, die zwischen dem Schwarzen und dem Kaspischen Meer liegt. Im Kaukasus befindet sich das Kaukasusgebirge, in dem sich der höchste Berg Europas, der Elbrus, befindet. Der südliche Teil des Kaukasus besteht aus unabhängigen souveränen Staaten, während die nördlichen Teile unter der Jurisdiktion der Russischen Föderation stehen.
Das armenische Hochland, im prähistorischen Armenien, weist Siedlungsspuren aus der Jungsteinzeit auf. Die Shulaveri-Shomu-Kultur des zentralen Südkaukasus ist eine der frühesten bekannten prähistorischen Kulturen in diesem Gebiet, die auf etwa 6000–4000 v. Chr. datiert wird. Eine weitere frühe Kultur in der Region ist die Kura-Araxes-Kultur, die der Periode von ca. 3300–2000 v. Chr. zugeordnet wird, gefolgt von der georgischen Trialeti-Kultur (ca. 3000–1500 v. Chr.).
Die Vorgeschichte Georgiens ist der Zeitraum zwischen der ersten Besiedlung des Territoriums der heutigen Nation Georgien durch den Menschen und der Zeit, als Assyrer und Urartäer, die ersten antiken, geschichtlichen Aufzeichnungen der proto-georgischen Stämme brachten.

### Zentralasien
Zentralasien ist die Kernregion des asiatischen Kontinents und erstreckt sich vom Kaspischen Meer im Westen bis nach China im Osten und von Afghanistan im Süden bis nach Russland im Norden. Es wird manchmal auch als Mittelasien und umgangssprachlich als „die 'stans“ bezeichnet (da die sechs Länder, die im Allgemeinen als in der Region liegend betrachtet werden, alle Namen mit dem persischen Suffix „-stan“ enden, was „Land von“ bedeutet). Dieses Gebiet liegt auch innerhalb des Geltungsbereichs des größeren eurasischen Kontinents. Die Länder sind Kasachstan, Kirgisistan, Tadschikistan, Turkmenistan, Usbekistan und Afghanistan.

### Ostasien
Ostasien umfasst für den Zwecke dieser Diskussion die prähistorischen Regionen von China, Taiwan, Tibet, Xinjiang und Korea. Die Untersuchungen des prähistorischen Chinas umfasst seine paläolithischen Stätten, die neolithischen Kulturen, die chinesische Bronzezeit und die bronzezeitlichen Stätten.

#### China
Die frühesten Spuren des frühen Menschen, dem Homo erectus, in Ostasien sind in China gefunden worden. Versteinerte Überreste des Yuanmou-Menschen wurden in der Provinz Yunnan im Südwesten Chinas gefunden und auf 1,7 Ma datiert. Steinwerkzeuge aus dem Nihewan-Becken der Provinz Hebei in Nordchina sind 1,66 Millionen Jahre alt.
Die frühen Menschen wurden vom warmen, fruchtbaren Klima Zentralchinas vor mehr als 500.000 Jahren angezogen. In einer Kalksteinhöhle in der Provinz Yunnan bei Zhoukoudian wurden Skelettüberreste von etwa 45 Individuen gefunden, die zusammen als Peking-Mensch bekannt sind. Sie stammen von vor 400.000 bis 600.000 Jahren, und einige Forscher glauben, dass der Nachweis von Feuerstellen und Artefakten bedeutet, dass sie das Feuer kontrolliert haben, obwohl dies von anderen Archäologen in Frage gestellt wird. Etwa 800 Meilen westlich dieser Stätte, in der Nähe von Xi’an in der Provinz Shaanxi, befinden sich Überreste eines Hominiden, der in einer früheren Zeit als der Peking-Mensch lebte.
Vor 100.000 bis 200.000 Jahren lebten Menschen an verschiedenen Orten in China, wie zum Beispiel in Guanyindong in Guizhou, wo sie Artefakte aus Levallois-Stein herstellten. Nach 100.000 v. Chr. lebte der Homo sapiens in China, und um 25.000 v. Chr. lebten die modernen Menschen an isolierten Orten in der nordchinesischen Tiefebene, wo sie fischten und nach Nahrung jagten. Sie stellten Artefakte aus Knochen und Muscheln her.
Ab etwa 5000 v. Chr. lebten Menschen in Siedlungen im Tal des Gelben Flusses, wo sie Ackerbau betrieben, fischten, Schweine und Hunde als Nahrung züchteten und Hirse und Reis anbauten. Sie begannen in der späten Jungsteinzeit sich zu den frühesten Gemeinschaften in China zusammenzuschließen. Zu ihren Artefakten gehören Keramiktöpfe, Angelhaken, Messer, Pfeile und Nadeln. Im Nordwesten der Provinzen Shaanxi, Gansu und Henan sind etwa im sechsten Jahrtausend v. Chr. zwei Kulturen entstanden. Sie produzierten rote Keramik. Andere Kulturen, die sich herausbildeten und ebenfalls Keramik herstellten, waren das Volk der Bao-chi und Banpo in Shaanxi und das Volk der Chishan in Hebei.
Das Volk der Yangshao, das zwischen 5000 und 2500 v. Chr. existierte, waren Bauern, die in charakteristischen Behausungen lebten, die teilweise unter der Erde lagen. Ihre Keramik enthielt Entwürfe, die möglicherweise Symbole waren, die sich später zur Schriftsprache entwickelten. Ihre Dörfer lagen im westlichen Henan, im südwestlichen Shanxi und im zentralen Shaanxi. Zwischen 2500 und 1000 v. Chr. existierte die Longshan-Kultur im Süden, Osten und Nordosten Chinas und bis in die Mandschurei hinein. Sie verfügten über bessere Ackerbau- und Keramikherstellungstechniken als das Volk der Yangshao, hatten rituelle Bestattungspraktiken und beteten ihre Vorfahren an. Zu den nachfolgenden Dynastien gehören die Xia-, Shang und Zhou-Dynastien. Auch entwickelte sich die Altchinesische Sprache in dieser Zeit.
Die Daten sind ungefähre Angaben, Einzelheiten im entsprechenden Artikel.

#### Taiwan
Die Vorgeschichte Taiwans endete mit der Ankunft der Niederländischen Ostindien-Kompanie im Jahr 1624 und ist aus archäologischen Funden auf der ganzen Insel bekannt. Die frühesten Zeugnisse menschlicher Besiedlung reichen 50.000 Jahre oder länger zurück, als die Straße von Taiwan durch den gesunkenen Meeresspiegel als Landbrücke freigelegt wurde[39]. Vor etwa 5000 Jahren siedelten sich Bauern vom chinesischen Festland auf der Insel an. Es wird angenommen, dass diese Menschen austronesische Sprachen sprachen, die sich von Taiwan aus über die Inseln des Pazifischen und Indischen Ozeans verteilten. Es wird angenommen, dass die heutigen Ureinwohner Taiwans ihre Nachfahren sind.

#### Korea
Das prähistorische Korea ist die Ära der menschlichen Existenz auf der koreanischen Halbinsel, für die es keine schriftlichen Aufzeichnungen gab. Sie stellt jedoch den größten Teil der koreanischen Vergangenheit dar und ist das Hauptstudienobjekt in den Disziplinen Archäologie, Geologie und Paläontologie.

#### Japan
Die Untersuchung des prähistorischen Japans umfasst das japanische Paläolithikum und die Jōmon-Zeit.

### Naher Osten
Mit 1,5 Millionen Jahren ist Ubeidiya im nördlichen Jordantal die früheste Homo erectus-Stätte in der Levante.
Die Daten sind ungefähre Angaben, Einzelheiten im entsprechenden Artikel.

### Südasien

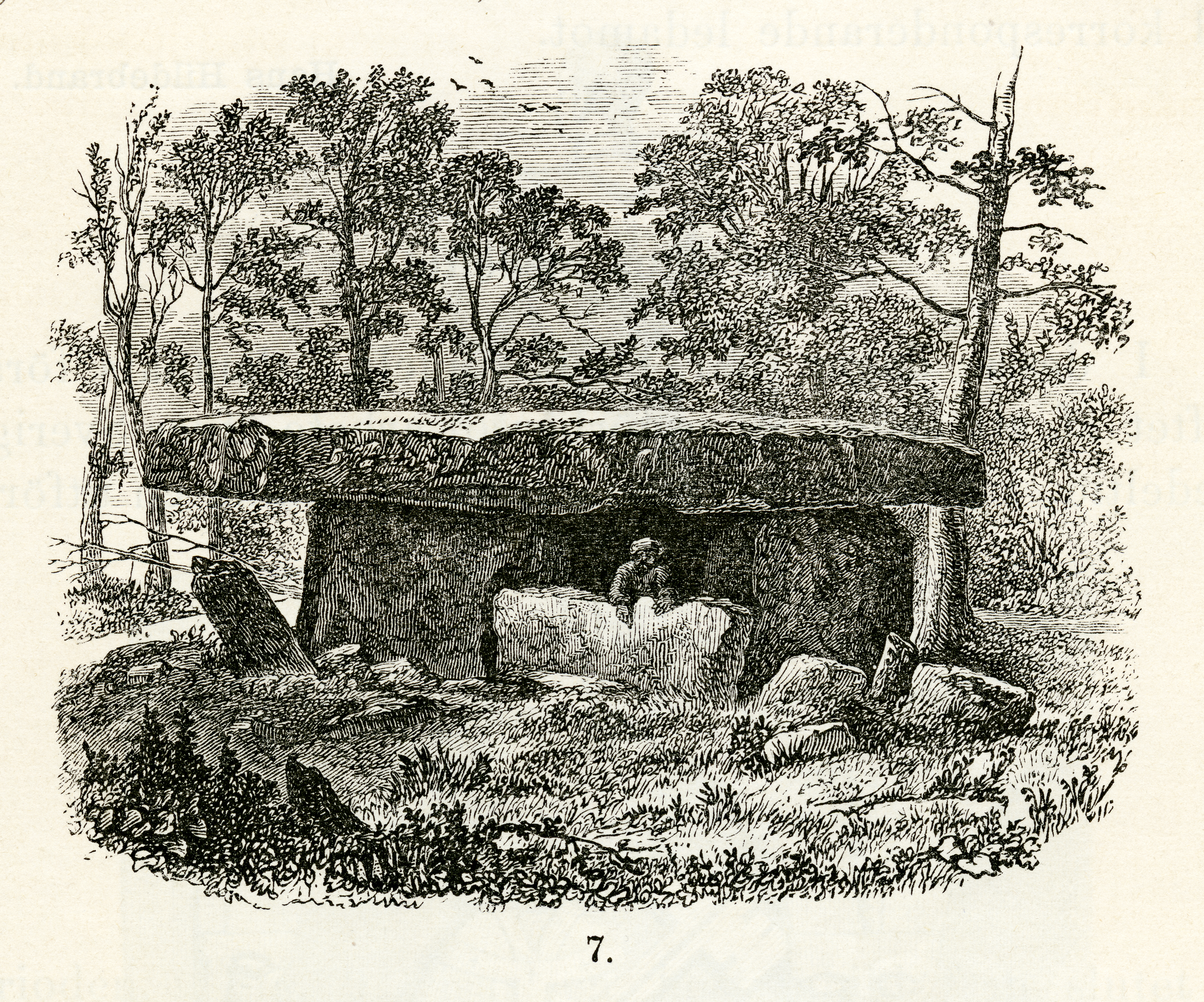
Dolmen aus dem Bezirk East-Godavari, Andhra Pradesh, Indien. Holzschnitt aus dem Artikel „Indiska fornsaker“ von Hans Hildebrand.

Südasien ist die südliche Region des asiatischen Kontinents, die die Länder südlich des Himalaya umfasst und für einige Behörden auch die angrenzenden Länder im Westen und Osten einschließt. Topographisch wird sie von der Indischen Platte dominiert, die sich als indischer Subkontinent südlich des Himalaya und des Hindukusch über den Meeresspiegel erhebt. Südasien wird im Süden durch den Indischen Ozean und auf dem Festland (im Uhrzeigersinn, von Westen) durch Westasien, Zentralasien, Ostasien und Südostasien begrenzt.
Die Riwat-Stätte im heutigen Pakistan enthält einige Artefakte – einen Kern und zwei Abschläge, die menschliche Aktivitäten dort vor 1,9 Millionen Jahren datieren könnten, aber diese Daten sind immer noch umstritten.
Die südasiatische Urgeschichte wird in den Artikeln über das prähistorische Sri Lanka, Indien und Tamil Nadu weiter behandelt.
Die Daten sind ungefähre Angaben, Einzelheiten im entsprechenden Artikel.

### Südostasien
Südostasien ist eine Subregion Asiens, bestehend aus den Ländern, die geographisch südlich von China, östlich von Indien, westlich von Neuguinea und nördlich von Australien liegen. Die Region liegt am Schnittpunkt geologischer Platten mit starker seismischer und vulkanischer Aktivität. Südostasien besteht aus zwei geographischen Regionen: (1) das südostasiatische Festland, auch als Indochina bekannt, das Kambodscha, Laos, Myanmar (Burma), Thailand und Vietnam umfasst; und (2) das Maritime Südostasien, das Brunei, Malaysia, Osttimor, Indonesien, die Philippinen und Singapur umfasst.
Die reiche Sangiran-Formation in Zentraljava (Indonesien) hat den frühesten Beweis für die Präsenz von Homininen in Südostasien erbracht. Diese Fossilien des Homo erectus datieren auf mehr als 1,6 Ma. Überreste, die die in Mojokerto gefunden wurden, wurden auf 1,49 Ma datiert.
In Indonesien wurden auf der Insel Flores Skelettüberreste eines Hominiden gefunden, der als Erwachsener nur 0,91 m (3 Fuß) groß war. Er hatte ein kleines Gehirn und wurde wegen seiner winzigen Struktur „der Hobbit“ genannt und eindeutig als Homo floresiensis klassifiziert. Beweise für H. floresiensis wurden auf die Zeit vor 50.000 bis 190.000 Jahren datiert, nachdem frühe Publikationen vermuten ließen, dass der kleine Hominide bis vor 12.000 Jahren existierte.

## Belege
1. ↑  Asia. In: Encyclopædia Britannica. Encyclopædia Britannica, Inc., Chicago 2006.
2. 1 2 3 4  Out of Africa. In: American Museum of Natural History. Archiviert vom Original am 19. April 2014; abgerufen am 14. August 2020 (englisch).
3. 1 2 3 4  Peking Man. In: American Museum of Natural Jistory. Archiviert vom Original am 19. April 2014; abgerufen am 15. August 2020 (englisch).
4. ↑  Homo erectus. Smithsonian Institution, abgerufen am 15. August 2020 (englisch).
5. 1 2  Rightmire & Lordkipanidze 2010, S. 242.
6. ↑  Dennell 2010, S. 247–248, 266.
7. 1 2  Keat Gin Ooi: Southeast Asia: A Historical Encyclopedia, from Angkor Wat to East Timor. ABC-CLIO, 2004, ISBN 978-1-57607-770-2, S. 173–174.
8. 1 2 3  Lisa Hendry: Homo erectus , our ancient ancestor. Natural History Museum, abgerufen am 15. August 2020 (englisch).
9. 1 2 3  New Migrants. American Museum of Natural History, archiviert vom Original (nicht mehr online verfügbar) am 19. April 2014; abgerufen am 15. August 2020 (englisch).
10. ↑  By Land and by Sea. Archiviert vom Original (nicht mehr online verfügbar); abgerufen am 22. August 2020 (englisch).
11. ↑  Steppes into Asia. Archiviert vom Original (nicht mehr online verfügbar); abgerufen am 22. August 2020 (englisch).
12. ↑  Life during the ice age. Archiviert vom Original (nicht mehr online verfügbar); abgerufen am 22. August 2020 (englisch).
13. ↑  John Hayes: A Manual of Sumerian: Grammar and Texts. UNDENA, Malibu 1990, ISBN 0-89003-197-5, S. 268–269 (englisch, archive.org).
14. 1 2  Wilfred H. van Soldt: The Idea of Writing: Play and Complexity. Hrsg.: Alexander J. De Voogt, Irving L. Finkel. BRILL, 2010, ISBN 978-90-04-17446-7, The adaptation of Cuneiform script to foreign languages, S. 117–128 (englisch, archive.org).
15. ↑  Rebecca Hasselbach: Sargonic Akkadian: A Historical and Comparative Study of the Syllabic Texts. Otto Harrassowitz Verlag, 2005, ISBN 978-3-447-05172-9, S. 8 (englisch).
16. ↑  Dennis Pardee: The Ancient Languages of Syria-Palestine and Arabia. Hrsg.: Roger D. Woodard. Cambridge University Press, 2008, ISBN 978-0-521-68498-9, Ugaritic, S. 5–35 (englisch, archive.org).
17. 1 2  Bagley (1999), pp. 181–182.
18. 1 2  Keightley (1999), pp. 235–237.
19. ↑  John DeFrancis: Visible Speech. The Diverse Oneness of Writing Systems. University of Hawaii Press, 1989, ISBN 978-0-8248-1207-2, Chinese, S. 89–121 (englisch, pinyin.info).
20. ↑  William J. Fulco: The Ammn Citadel Inscription: A New Collation. In: Bulletin of the American Schools of Oriental Research. Band 230, 1978, S. 39–43, doi:10.2307/1356612, JSTOR:1356612 (englisch).
21. 1 2  Philip Baldi: The Foundations of Latin. Walter de Gruyter, 2002, ISBN 978-3-11-017208-9, S. 30 (englisch).
22. ↑  Krishnamurti (2003), p. 22.
23. ↑  Pollock (2003), p. 60.
24. ↑  Himanshu Ray: Between the Empires: Society in India 300 BCE to 400 CE. Hrsg.: Patrick Olivelle. Oxford University Press, 2006, ISBN 978-0-19-977507-1, S. 121–122 (englisch).
25. ↑  R. A. E. Coningham, F. R. Allchin, C. M. Batt, D. Lucy: Passage to India? Anuradhapura and the Early Use of the Brahmi Script. In: Cambridge Archaeological Journal. Band 6, Nr. 1, 1996, S. 73–97, doi:10.1017/S0959774300001608 (englisch).
26. ↑  Far East. AskOxford, archiviert vom Original (nicht mehr online verfügbar) am 29. September 2007; abgerufen am 22. August 2020.
27. ↑  Paul McFedries: stans. Word Spy, 25. Oktober 2001, abgerufen am 16. Februar 2011 (englisch).
28. ↑  Rightmire & Lordkipanidze 2010, p. 241.
29. 1 2 3 4 5  Marshall Cavendish, World and Its Peoples: Eastern and Southern Asia. New York: Marshall Cavendish. 1. 2007. S. 30, ISBN 1-78034-550-X.
30. ↑  Yue Hu, Ben Marwick, Jia-Fu Zhang, Xue Rui, Ya-Mei Hou, Jian-Ping Yue, Wen-Rong Chen, Wei-Wen Huang, Bo Li: Late Middle Pleistocene Levallois stone-tool technology in southwest China. In: Nature. Band 565, Nr. 7737, 19. November 2018, S. 82–85, doi:10.1038/s41586-018-0710-1, PMID 30455423, bibcode:2019Natur.565...82H (englisch).
31. ↑  Marshall Cavendish, World and Its Peoples: Eastern and Southern Asia. New York: Marshall Cavendish. 1. 2007. pp. 31–36.
32. ↑  Changbin Culture. Archiviert vom Original am 3. Mai 2014; abgerufen am 3. Mai 2014 (englisch).
33. ↑  Tchernov 1987.
34. ↑  Dennell 2007, pp. 41 and 55–58.
35. ↑  Klaus Kästle: Map of Southeast Asia Region. In: Nations Online Project. One World – Nations Online, 10. September 2013, abgerufen am 10. September 2013 (englisch).
36. ↑  World Macro Regions and Components. The United Nations, ehemals im Original (nicht mehr online verfügbar); abgerufen am 13. September 2009 (englisch). (Seite nicht mehr abrufbar. Suche in Webarchiven)
37. ↑  Dennell 2010, p. 266, citing Morwood et al. 2003.
38. ↑  Thomas Sutikna, Matthew W. Tocheri: Revised stratigraphy and chronology for Homo floresiensis at Liang Bua in Indonesia. In: Nature. Band 532, Nr. 7599, 2016, S. 366–9, doi:10.1038/nature17179, PMID 27027286, bibcode:2016Natur.532..366S (englisch).